# 木村浩之
木村 浩之（きむら ひろゆき、1965年6月1日 - ）は、ゲームクリエイター。任天堂所属。

## 経歴
1988年に任天堂に入社。当初は情報開発部（現在の情報開発本部）に研修員として加わり、『スーパーマリオブラザーズ3』のキャラクターデザイン（ガボン、スイチューカ）を担当。その後横井軍平らが率いる開発第一部に配属され、メトロイドシリーズのグラフィックデザインなどを手掛ける。『スーパーメトロイド』などを手掛けて間もなくした後、再び現情報開発本部に配属となり、『ウェーブレース64』やスーパーマリオアドバンスシリーズなどの製作に携わる。現在は、情報開発本部制作部第4グループのマネージャーを務め、主にWiiであそぶシリーズやNew スーパーマリオブラザーズシリーズのプロデュースを担当している。

## 作品
- スーパーマリオブラザーズ3（1988年） - キャラクターデザイナー
- メトロイドII RETURN OF SAMUS（1992年） - ディレクター、グラフィックデザイナー（清武博二と共同）
- スーパーメトロイド（1994年） - グラフィックデザイナー
- マリオクラッシュ（1995年） - ディレクター（大澤徹と共同）
- ウェーブレース64（1996年） - グラフィックデザイナー
- マリオアーティスト タレントスタジオ（2000年） - ディレクター
- スーパーマリオアドバンス（2001年） - アートディレクター[2]
- マリオカートアドバンス（2001年） - 企画・監修[3]
- スーパーマリオアドバンス2（2001年） - ディレクター
- スーパーマリオアドバンス3（2002年） - ディレクター
- スーパーマリオアドバンス4（2003年） - ディレクター
- キャッチ!タッチ!ヨッシー!（2005年） - ディレクター[4]
- やわらかあたま塾（2005年） - プロデューサー
- New スーパーマリオブラザーズ（2006年） - プロデューサー
- Wiiでやわらかあたま塾（2007年） - プロデューサー
- Wiiであそぶ ドンキーコングジャングルビート（2008年） - ゼネラルプロデューサー
- Wiiであそぶ ピクミン（2008年） - プロデューサー
- Wiiであそぶ ピクミン2（2009年） - プロデューサー
- New スーパーマリオブラザーズ Wii（2009年） - プロデューサー（手塚卓志と共同）
- New スーパーマリオブラザーズ 2（2012年） - プロデューサー（手塚卓志と共同）
- New スーパーマリオブラザーズ U（2012年） - プロデューサー（手塚卓志と共同）
- ピクミン3（2013年） - プロデューサー
- スーパーマリオメーカー（2015年） - プロデューサー（手塚卓志と共同）[5]
- スーパーマリオメーカー for ニンテンドー3DS（2016年） - プロデューサー（手塚卓志と共同）
- Tank Troopers（2016年） - 進捗管理（プログレス・スーパーバイザー）
- マリオカート8 デラックス（2017年） - 進捗管理（プログレス・マネージメント）